# Mangudadatu
Mangudadatu is een gemeente in de Filipijnse provincie Maguindanao op het eiland Mindanao. Bij de laatste census in 2007 had de gemeente ruim 24 duizend inwoners.

## Geschiedenis
De gemeente Mangudadatu is ontstaan door afsplitsing van acht barangays van de gemeente Buluan. De wetgeving op basis waarvan deze gemeente is ontstaan is op 30 december 2004 goedgekeurd middels een volksraadpleging.

## Bestuurlijke indeling
Mangudadatu is onderverdeeld in de volgende 8 barangays:
- Daladagan
- Kalian
- Luayan
- Paitan
- Panapan
- Tenok
- Tinambulan
- Tumbao